# Тетрасеребролютеций
Тетрасеребролютеций — бинарное неорганическое соединение, интерметаллид
лютеция и серебра
с формулой Ag4Lu,
кристаллы.

## Получение
- Сплавление стехиометрических количеств чистых веществ:

{\displaystyle {\mathsf {Lu+4Ag\ {\xrightarrow {T}}\ Ag_{4}Lu}}}

## Физические свойства
Тетрасеребролютеций образует кристаллы
тетрагональная сингония, пространственная группа I 4/m, параметры ячейки a = 0,6670 нм, c = 0,4158 нм, Z = 2, 
структура типа тетраникельмолибдена MoNi4
.